# Feiths konditori

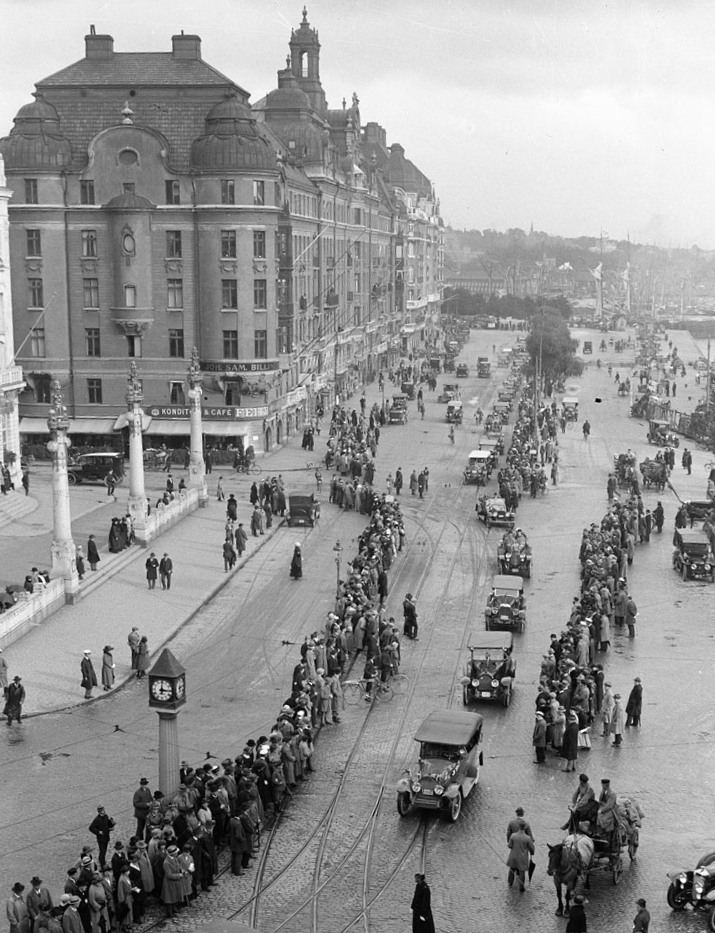
Kvarteret Bodarne med Feiths konditori, 1920-tal.

Feiths konditori var namnet på flera serveringar i Stockholm under de första decennierna på 1900-talet. En av serveringarna öppnades 1904 i det då nybyggda kvarteret Bodarne, med adress Strandvägen 1, intill Dramaten vid Nybroplan.
I en artikel i Svenska Dagbladet den 16 juli 1904, där signaturen Waldeck skriver om Det nya Strandvägspalatset, beskrivs Feiths som "ett stort damcafé i 1-ans souterrainvåning, rymligt, dyrbart och elegant inrett som det höfves en samlingsplats för den fina världens damer".

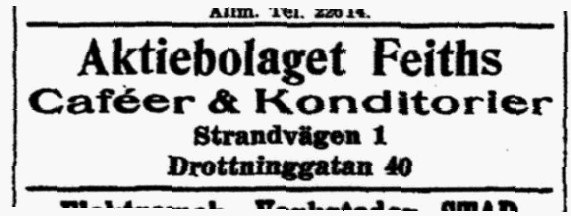
Feiths konditori annonserar i tidningen Rösträtt för kvinnor, 1914

Feiths var under tre årtionden en samlingsplats i Stockholms nöjesliv, och blev besjunget av Evert Taube i Stockholmsmelodi från 1929 ("...Stockholms unga damer och koketter skymta fram vid Feiths och Röda kvarn").
Skådespelaren Gösta Ekman d.ä. beskriver i sina memoarer Den tänkande August hur hans alter ego August besökte Feiths, som då var en samlingspunkt för teatermänniskor, och där blev uppmanad av skådespelaren Christian Schröder att söka sig till skådespelaryrket.
Det förekom även musikunderhållning på Feiths. Bland andra spelade kompositören och pianisten Jules Sylvain och violinisten Gösta Rybrant i en trio som uppträdde där i början av 1920-talet.
Feiths konditori vid Nybroplan stängde år 1934. Feiths hade även verksamhet på flera andra ställen i Stockholm; på Drottninggatan 40, Storgatan 4, Hornsgatan 1 och, mellan 1919 och 1935, på Sveavägen 21 i fastigheten Hästhuvudet 13 (korsningen Sveavägen/Kungsgatan). Den serveringen kallades även "Feiths hörna".
Under Helsingborgsutställningen 1903 var Feiths konditori delaktigt med caféverksamhet i en av områdets paviljonger. Utställningen pågick mellan den 11 juni och 10 september 1903 och invigdes av den då 21-årige arvfursten och hertigen af Skåne, senare konung Gustaf VI Adolf.